# Președinția română a Consiliului Uniunii Europene

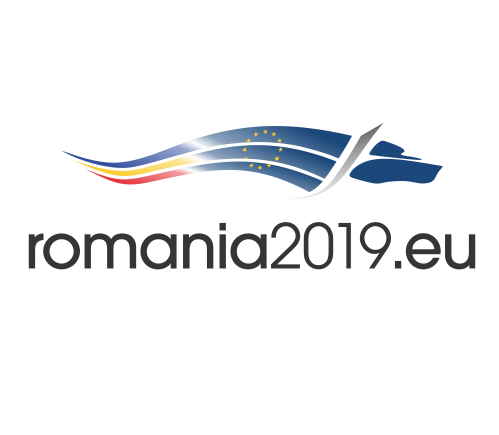
Logo-ul președinției României la Consiliul Uniunii Europene

Președinția română a Consiliului Uniunii Europene în 2019 a fost prima președinție a Consiliului Uniunii Europene asigurată de România. În perioada mandatului României s-au desfășurat alegeri pentru Parlamentul European.
Președinția română a urmat președinției austriece a Consiliului Uniunii Europene, care a început la 1 iulie 2018 și a precedat președinția finlandeză, care a început la 1 iulie 2019.

## Pregătiri

#### Logo și motto
În perioada 27 septembrie - 3 noiembrie 2017 s-a desfășurat o competiție dedicată exclusiv elevilor din învățământul liceal și studenților și organizată de Ministerul Educației Naționale și Ministerul Afacerilor Externe pentru stabilirea logo-ului oficial al președinției române a Consiliului Uniunii Europene. Concursul a fost câștigat de Ioan Dobrinescu, elev în clasa a IX-a la Colegiul Național „Ion Luca Caragiale“ din București și constă într-un lup stilizat.
Motto-ul Președinției României este "Coeziunea, o valoare comună europeană".

#### 2016-2018
În iulie 2016, a fost înființată Unitatea de pregătire a Președinției Consiliului UE - UPPCUE în cadrul cancelariei prim-ministrulu Dacian Cioloș. Sarcinile Unității de pregătire includ elaborarea unui set de măsuri care urmează să fie implementate pe perioada următorilor doi ani.
În 2018 Ministerul Afacerilor Externe a constituit Forumul „EU-RO 2019”, o structură consultativă, cu scopul de a afla punctul de vedere al societății civile asupra tematicilor privind preșdinția României la Consiliul UE. În mai, în urma propunerilor făcute de reprezentanți ai mediului academic, științific și publicistic, a fost adoptat motto-ului Președinției României la Consiliul Uniunii Europene, „Coeziunea, o valoare comună europeană“.
Cu 50 de zile înaintea preluării Președinției Consiliului UE, ministrul delegat pentru Afaceri Europene, Victor Negrescu, și-a dat demisia în urma unei ședințe de guvern.

## Context politic
Președinția românească intervine într-un context politic intern tensionat, din cauza reformelor justiției în curs, care ar putea "slăbi lupta împotriva corupției și independența sistemului judiciar", după cum a declarat vicepreședintele Comisiei Europene, Frans Timmermans; guvernul PSD-ALDE este obiectul acuzațiilor din interiorul și din exteriorul țării că subminează activitatea Direcției Naționale Anticorupție, care pune sub acuzare mai mulți membri ai guvernului și Parlamentului, inclusiv mai mulți foști miniștri.

Liderul PSD Liviu Dragnea a solicitat să fie depusă o plângere pentru înaltă trădare împotriva președintelui Klaus Iohannis care a susținut că nu suntem pregătiți pentru a prelua președinția Consiliului. Totuși, PSD n-a depus nici o cerere și în plus, în octombrie 2018, și Călin Popescu-Tăriceanu, președintele ALDE, partid din coaliția de guvernare, a afirmat "În condițiile războiului politic total din aceste luni, România nu este pregătită să preia președinția Consiliului UE". Finlanda chiar și-a manifestat disponibilitatea de a prelua președinția Consiliului UE în locul României însă Ministerul Afacerilor Externe a precizat că "țara noastră este pregătită pentru acest lucru, iar pregătirile se derulează conform calendarului".
Președintele Comisiei Europene, Jean-Claude Juncker, a susținut în presa germană că România este "din punct de vedere tehnic foarte bine pregătită" pentru cele șase luni de mandat, adăugând "dar cred că guvernul de la București nu a înțeles pe deplin ce înseamnă să prezidezi țările UE". 

## Priorități
Programul României se înscrie într-un plan mai amplu, care rezultă din consultarea celor trei state ale tripletului (România, Finlanda și Croația); liniile principale de lucru sunt:
- Europa convergenței
- Europa siguranței
- Europa, actor global
- Europa valorilor comune

## Evenimente în timpul președinției române

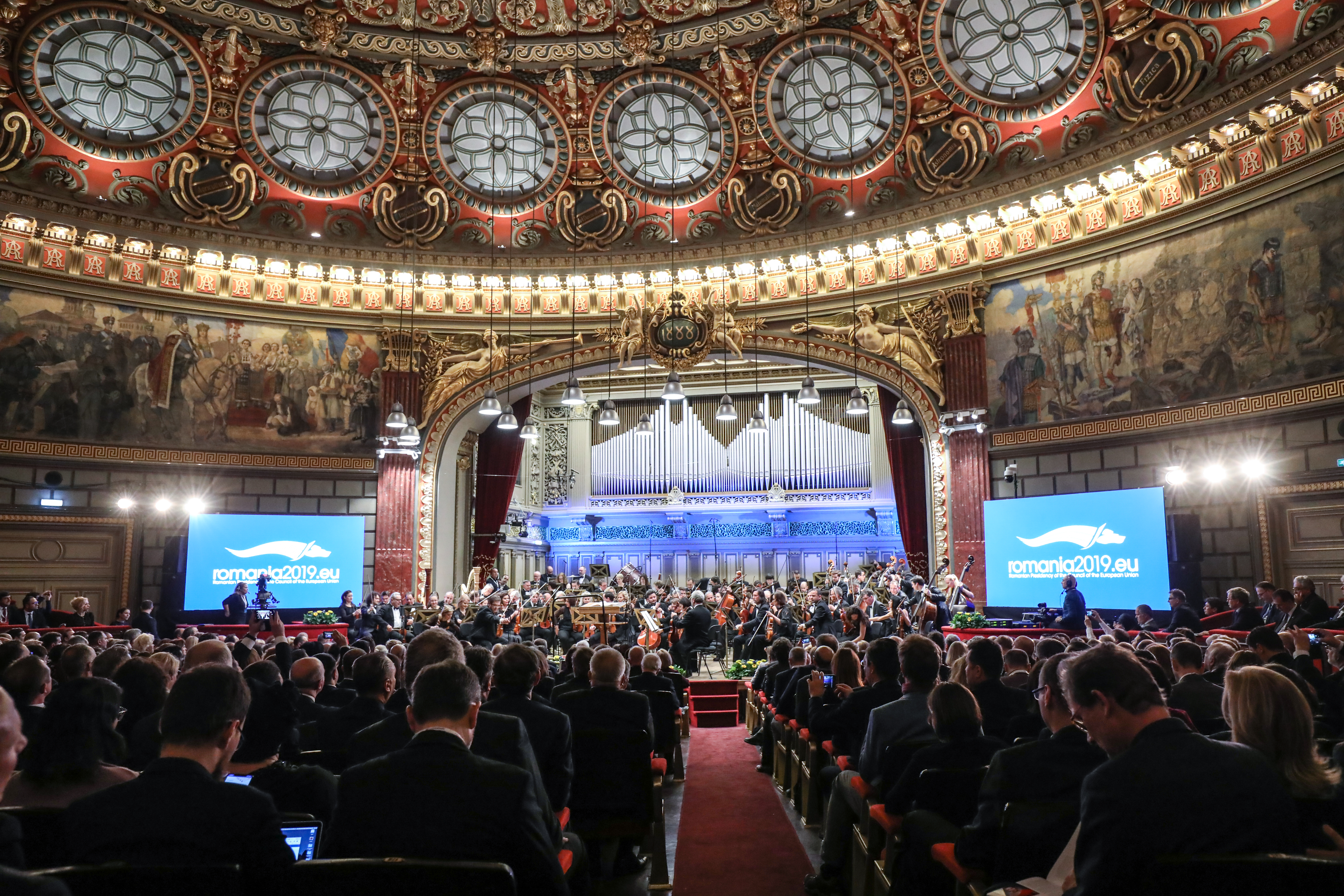
La Ateneul Român a avut loc ceremonia oficială de lansare a președinției române a Consiliului UE

La Ateneul Român a avut loc ceremonia oficială de lansare a președinției române a Consiliului UE, prin vizita președintelui Consiliului European Donald Tusk, președintelui Comisiei Europene, Jean-Claude Juncker, și a Colegiului comisarilor. Discursul în limba română ținut de Donald Tusk cu trimiteri la Enescu, Eliade, Pleșu, automobile Dacia și Duckadam a impresionat mai multă lume.
În luna aprilie, președintele Comisiei pentru afaceri economice și monetare (ECON) a Parlamentului European, Roberto Gualtieri, a declarat că sub Președinția română a Consiliului Uniunii Europene "am reușit să facem un lucru pe care mulți îl credeau imposibil, și anume am reușit să finalizăm un număr uriaș de dosare legislative, care erau în pericol, pentru că nu mai aveam mult timp să le finalizăm și erau foarte multe dosare importante deschise: Invest EU și alte dosare foarte importante în domeniul serviciilor financiare".

### Brexit
Ieșirea efectivă a Regatului Unit din Uniunea Europeană și Euratom era programată pentru 29 martie 2019, România urmând să joace un rol din ce în ce mai important în faza finală a retragerii și la începutul noilor relații dintre UE și Regatul Unit.
În februarie, președinția română a primit un mandat pentru a negocia cu Parlamentul European cu privire la o soluție care ar permite transportatorilor cărora li s-au acordat licențe în Regatul Unit să continue serviciile de transport aerian sau rutier de persoane și mărfuri între Regatul Unit și celelalte 27 de state membre.
La 11 aprilie 2019, Uniunea Europeană și Regatul Unit au căzut de acord să amâne Brexitul până la 31 octombrie 2019, în timpul președinției finlandeze.

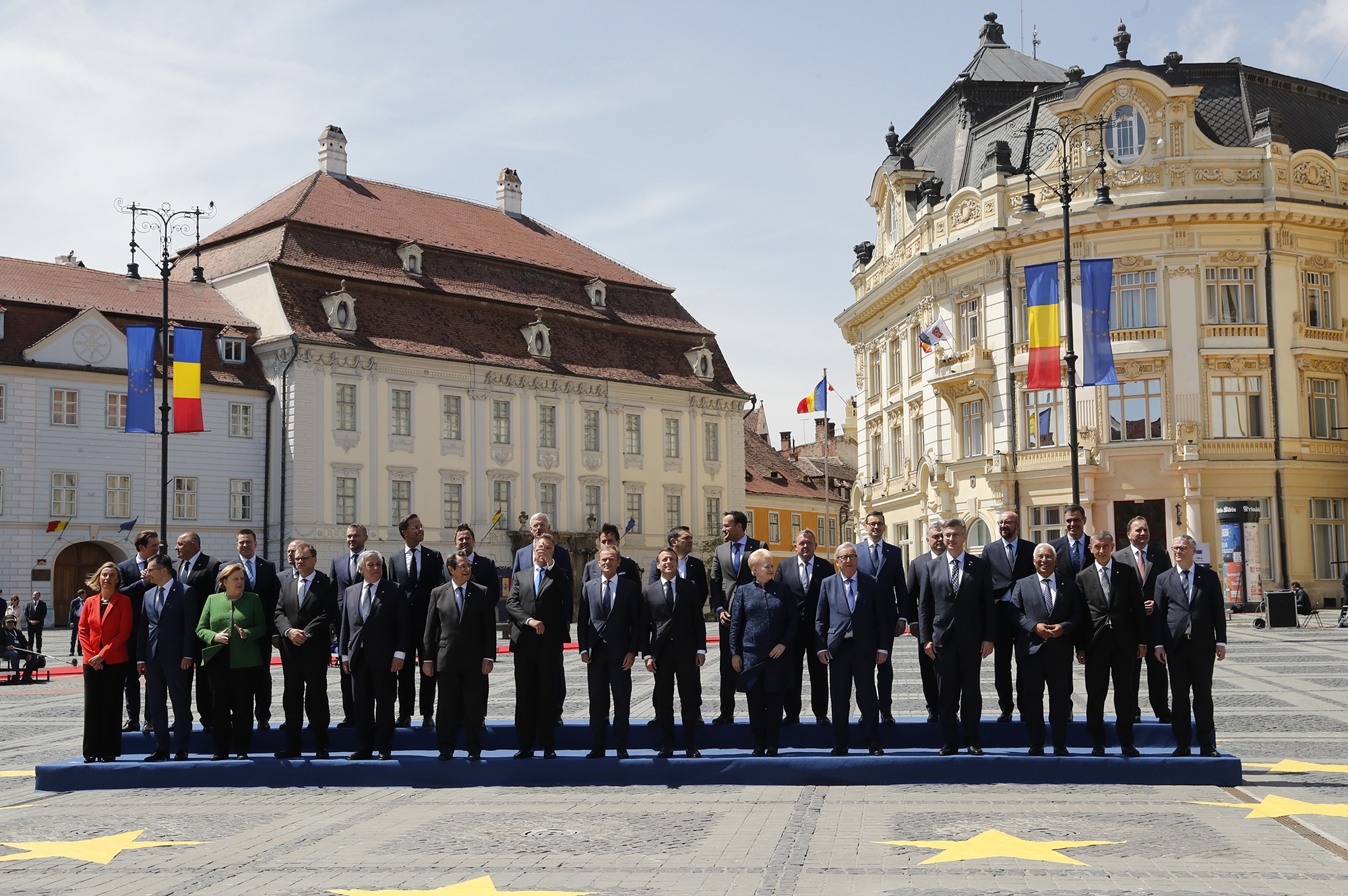
Summitul în Sibiu

### Summit
În  septembrie  2017  președintele Comisiei  Europene  Jean-Claude  Juncker a cerut României și președintelui Consiliului 
European, Donald Tusk, să organizeze un Summit special la Sibiu pe 30 martie 2019, a doua zi după ieșirea Regatului Unit din Uniunea Europeană. O lună mai târziu, președintele Klaus Iohannis a declarat că reuniunea celor 27 de lideri UE va fi organizată de Ziua Europei - 9 mai 2019. Summit-ul se va încheia cu adoptarea unor concluzii 
asupra viitorului Europei.